# Back for Good
Back for Good (с англ. — «Возвращение навсегда») — седьмой и самый продаваемый альбом немецкой диско-группы Modern Talking, вышедший в 1998 году, первый альбом после их воссоединения в 1998 году. Пластинка содержит одиннадцать ремиксов на старые хиты группы, попурри, два первых хита в оригинальном звучании, и четыре новые песни. Альбом имел оглушительный успех — только в первую неделю было распродано 700 тыс. его копий. Общий тираж альбома составил 26 млн экземпляров.

## История
13 апреля 1998 года Back for Good дебютировал на первом месте в немецком альбомном хит-параде Deutschland Album Top 100 и провёл на вершине чарта пять недель, получил 5-кратную золотую сертификацию в Германии за тираж более 1,250,000 единиц. Альбом Back For Good в целом провёл 54 недели в немецком хит-параде.
Back for Good был также успешен и за пределами Германии, возглавив хит-парады многих стран, включая такие как Швеция, Финляндия, Норвегия, Швейцария, Австрия. Общий тираж Back for Good в Европе превысил три миллиона копий.

## Список композиций
1. «You're My Heart, You're My Soul» (New Version) (3:50)
2. «Brother Louie» (New Version) (3:36)
3. «I Will Follow You» (3:59)
4. «Cheri, Cheri Lady» (New Version) (3:00)
5. «You Can Win If You Want» (New Version) (3:35)
6. «Don’t Play With My Heart» (3:26)
7. «Atlantis Is Calling» (New Version) (3:20)
8. «Geronimo's Cadillac» (New Version) (3:07)
9. «Give Me Peace on Earth» (New Version) (4:24)
10. «We Take the Chance» (4:06)
11. «Jet Airliner» (New Version) (3:59)
12. «Lady Lai» (New Version) (5:04)
13. «Anything Is Possible» (3:38)
14. «In 100 Years» (New Version) (3:57)
15. «Angie’s Heart» (New Version) (3:30)
16. «You’re My Heart, You’re My Soul» (Original No.1 Mix’84) (3:10)
17. «You Can Win If You Want» (Original No.1 Mix’84) (3:40)
18. No.1 Hit Medley (7:03)

## Чарты

### Еженедельные чарты
| Чарт (1998)      | Высшая позиция |
| ---------------- | -------------- |
| Австрия          | 1              |
| Бельгия/Wallonia | 2              |
| Бельгия/Flanders | 2              |
| Венгрия          | 1              |
| Германия         | 1              |
| Италия           | 14             |
| Нидерланды       | 3              |
| Норвегия         | 1              |
| Португалия       | 3              |
| Франция          | 2              |
| Финляндия        | 1              |
| Швейцария        | 1              |
| Швеция           | 1              |

### Годовые итоговые чарты
| Чарт (1998)                        | Позиция |
| ---------------------------------- | ------- |
| German Albums (Offizielle Top 100) | 3       |

## Сертификации
| Регион | Сертификация  | Продажи    |
| --- | ------------- | ---------- |
| Бельгия (BEA) | Платиновый    | 50 000*    |
| Финляндия (Musiikkituottajat)                                                                                            | Платиновый    | 74,348     |
| Франция (SNEP) | Платиновый    | 300 000*   |
| Германия (BVMI) | 5× Золотой    | 1 250 000^ |
| Италия (FIMI) | 2× Платиновый | 200 000*   |
| Латвия (LaMPA) | Платиновый    | 8,000      |
| Нидерланды (NVPI) | Золотой       | 50 000^    |
| Польша (ZPAV) | Платиновый    | 100 000*   |
| Испания (PROMUSICAE) | Платиновый    | 100 000^   |
| Швеция (GLF) | 2× Платиновый | 160 000^   |
| Швейцария (IFPI Switzerland)                                                                                             | 2× Платиновый | 100 000^   |
| Итого |               |            |
| Европа (IFPI) | 3× Платиновый | 3 000 000* |
| * Данные о продажах приведены только на основе сертификации. ^ Данные о тиражах приведены только на основе сертификации. |               |            |